# Парламентаризм

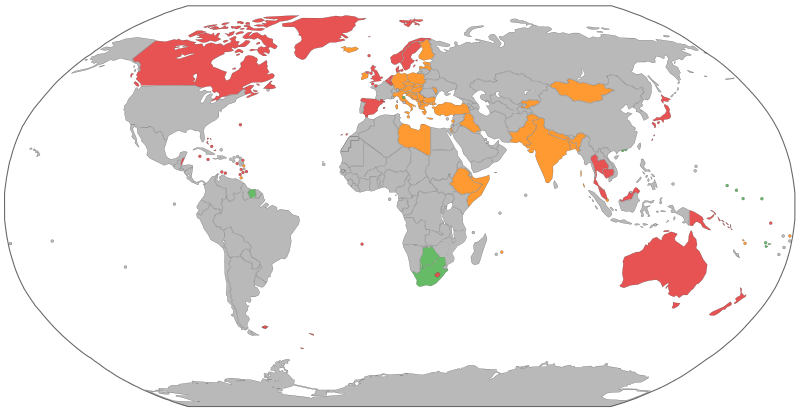
Карта різних державних систем
Конституційні монархії, в яких влада належить парламентам.
Парламентські республіки, де парламенти ефективно верховодять над окремими главами держав.
Парламентські республіки з президентами у ролі виконавчої влади, обраних і відповідальних перед парламентами.

Парламентари́зм — система політичної організації держави, за якої чітко розмежовані функції законодавчої та виконавчої влади за привілейованого становища парламенту.

## Етимологія поняття
Парламент є об'єктом інтенсивної політичної комунікації з боку громадян: його критикують, до нього апелюють, з ним асоціюють багато явищ і процесів, що відбуваються в державі. В масовій свідомості парламент є уособленням суспільної мотивації, індикатором політичної культури та електоральних вподобань, очікувань і вимог соціальної справедливості. В літературі з питань державного будівництва і права, конституціоналізму, політологічних працях парламент як предмет наукового аналізу перебуває у центрі дискусій, оскільки є визначальною категорією для класифікацій форм державного правління, політичних режимів, рівня дієздатності складових громадянського суспільства.
За основу дефініцій поняття «парламент» науковці беруть різні ознаки, проте базовим класифікатором виступає його представницький характер. До останнього часу не склалося усталеної думки щодо монополії парламенту на статус представницького органу державної влади. На противагу авторам концепції про визначення українського парламенту як єдиного представницького органу висувається думка про те, що говорити про єдине представництво парламенту можна лише за відсутності інших органів загальнонаціонального рівня, що формуються безпосередньо народом. За наявності народно обраного (шляхом загального виборчого права) президента така єдність зникає. Отже, парламент важко безапеляційно назвати єдиним представницьким органом від народу.
Причина суперечки полягає в проблемі тотожності змісту представництва в зазначеному контексті: якщо взяти як вихідне положення, яким стверджується, що парламент і президент обираються голосуванням і у цьому розумінні рівною мірою є представниками народу, постає питання про правомірність колегіальності як умови представництва. Чи може одна особа бути представником різних, часом протилежних, соціальних груп і класів у політиці? Навіть без залучення статистичних показників співвідношення питомої ваги голосів у виборчому процесі зрозуміло, що президент має представницький мандат лише від більшості громадян, часто — відносної, а парламент — консолідоване представництво усього населення, частина якого, чиї погляди не збігаються з позиціями, уподобаннями більшості, також обов'язково буде представлена в парламенті, в тому числі і трибуною опозиції. Таким чином вбачається логічним вважати лише парламент органом народного представництва.
Саме така дефініція переважає в понятійному апараті політичної науки: «Парламент — вищий колегіальний представницький постійно діючий орган законодавчої влади держави». Проте зазначена теза також потребує уточнення. Традиційно вище представництво тлумачиться у двох аспектах: по-перше, в контексті визначеного авторитету парламенту як інституту народовладдя; по-друге, як його керівний характер по відношенню до інших представницьких органів, тобто сільських, селищних, міських, обласних рад, які теж обираються громадянами на основі прямого, рівного виборчого права шляхом таємного голосування.
До характерних особливостей парламентаризму сьогодні зараховують таке: по-перше, наявність самого парламенту як органу: виборного (органу, який обирається всіма виборцями держави); представницького (органу, який реально представляє своїх виборців — народ); колегіального (органу, який складається із багатьох членів — колегії, і, відповідно, в основі організації своєї діяльності застосовує колегіальні форми роботи); законотворчого (органу, для якого основним повноваженням, призначенням, є законотворча діяльність); по-друге, наявність у парламенту, крім законотворчих повноважень, ще й інших, специфічних: обговорення і затвердження бюджету держави; встановлення податків, участь у формуванні і реалізації державної зовнішньої і внутрішньої політики, участь у формуванні окремих державних органів і призначенні вищих посадових осіб держави, виконання функції парламентського контролю тощо.